# Elaheh Mohammadi
Elaheh Mohammadi (persa: الهه محمدی) és una periodista iraniana que informa sobre qüestions de societat i dones per al diari Ham-Mihan. També ha treballat amb mitjans de comunicació controlats per l'estat com Shahrvand, Khabar Online i Etemad Online durant els últims anys. La revista Time la va nomenar una de les 100 persones més influents del món el 2023.
Mohammadi va ser arrestat per les forces de seguretat iranianes el setembre de 2022 per informar sobre el funeral de Mahsà Aminí.

## Notícia sobre el funeral de Mahsà Aminí
Mohammadi havia viatjat a Sakkiz per al diari iranià Ham-Mihan per cobrir el funeral de Mahsà Aminí, de 22 anys, que havia passat tres dies en coma després de la seva detenció per la coneguda policia moral de Teheran i va morir el 16 de setembre. Mohammadi havia informat sobre l'atac policial al funeral.
Mohammadi va ser citada per les autoritats judicials, però després va ser detinguda per les forces de seguretat el 29 de setembre de 2022, mentre anava a l'oficina del Ministeri d'Intel·ligència per a l'interrogatori, segons Mohammad Ali Kamfiroozi, l'advocat de Mohammadi, que va donar la notícia a la seva pàgina de Mitjà de comunicació social.
El 4 de novembre de 2022, la Guàrdia Revolucionària Islàmica i el Ministeri d'Intel·ligència va emetre una declaració conjunta, plena d'afirmacions infundades, acusant Mohammadi i Niloofar Hamedi, una altra periodista, de ser agents estrangers implicats en "guerres multidimensionals" organitzades per "agències d'intel·ligència occidentals i sionistes... per dur a terme una planificació seriosa i ininterrompuda amb l'objectiu d'incidir en diferents estrats socials, especialment en els àmbits relacionats amb les dones”.
La seva germana Elnaz Mohammadi va ser condemnada a tres anys de presó el setembre de 2023.